# 新安德里伊夫卡 (貝雷濟夫卡區)
47°26′14″N 30°23′10″E / 47.43722°N 30.38611°E
新安德里伊夫卡（烏克蘭語：Новоандріївка）是位於烏克蘭西南部的村莊，由敖德萨州贝雷济夫卡区的舊馬亞基市鎮負責管轄。該村始建於1991年，面積0.51平方公里，海拔高度41米，2001年人口190，人口密度每平方公里372.55人。